# Ptychochromis
Genre
Ptychochromis est un genre de poissons Perciformes  qui appartient à la famille des Cichlidae.

## Liste des espèces
Selon FishBase (25 janv. 2017) :
- Ptychochromis curvidens Stiassny & Sparks, 2006
- Ptychochromis ernestmagnusi Sparks & Stiassny, 2010
- Ptychochromis grandidieri Sauvage, 1882
- Ptychochromis inornatus Sparks, 2002
- Ptychochromis insolitus Stiassny & Sparks, 2006
- Ptychochromis loisellei Stiassny & Sparks, 2006
- Ptychochromis makira Stiassny & Sparks, 2006
- Ptychochromis oligacanthus (Bleeker, 1868)
- Ptychochromis onilahy Stiassny & Sparks, 2006